# Nickar
Nickar é uma espécie de demônio ou espírito do Dictionnaire Infernal. Na mitologia nórdica, no paganismo germânico e na mitologia saxónica, os Nickars são espíritos malévolos que afogam as pessoas na água, atormentam pescadores, viram barcos e atira,-os ao longo de uma costa para os topos das árvores.
Segundo a mitologia, Nickars ou Hnickars patrulham as águas nórdicas, nos estreitos das lagoas, onde causam tempestades, furacões, tempestades de granizo. Os Nickars, são descritos, por terem caudas de peixe e muitas vezes, por se sentarem, juntamente do outro, para pentearem os seus longos cabelos ou louro verde com algas, tocando uma harpa ou cantar. Como as sereias, que arrasta para o fundo do mar empreendimentos que alguém muito próximo.
Nickars são descendentes do homem-sereia e das sereias, ou a partir das Ninfas do Elba e do Gaal, ninfas (Teutônico), que é gentil, amoroso espíritos benevolentes da água, conhecidos por resgatar pescadores desobedientes. Estas divindades menores de água, por vezes, saem da água para atender celebrações nas proximidades e danças, festivais de fogo, onde dançam e cumprimentam os pescadores locais.
Tem sido sugerido que o "Old Nick" (do antigo Inglês), um dos nomes coloquial do Inglês para o diabo, é derivado de nickar, parece mais provável, que seja uma contração do nome pessoal "Nicholas".